# Norwegen-Typ
Der Norwegen-Typ war ein Serien-Tankschiffstyp, der während des Zweiten Weltkriegs auf britischen Werften gebaut wurde. Sie zählen zur Gruppe der Empire-Schiffe.

## Einzelheiten
Der Norwegen-Typ löste 1941 den Ocean-Standardtanker als britischen Kriegs-Standardtanker ab. Er war mit einer Tragfähigkeit von rund 15.000 Tonnen deutlich größer, als der Ocean-Typ. Der Entwurf des Norwegen-Typ-Standardtankers fußte auf den beiden Schiffen Sandanger und Eidanger, die 1938 auf der Werft Joseph L. Thompson and Sons in Sunderland für die norwegische Reederei Westfal-Larsen gebaut worden waren. Die Anordnung der Schiffe mit etwas vor mittschiffs angeordneten Aufbauten und achtern gelegenem Maschinenraum glich zeitgenössischen Tankschiffen.
In den Jahren 1941/42 entstanden 34 Einheiten des Norwegen-Typs. Die Schiffe wurden mit verschiedenen Antriebsanlagen hergestellt, ein Teil besaß Dieselmotoren, der andere Teil Dreifachexpansions-Dampfmaschinen und andere Schiffe erhielten Dampfturbinen. Außer zum reinen Transport von Öl wurden der Schiffstyp während der Kriegsjahre auch zur Treibstoffversorgung anderer Schiffe auf See genutzt. Zur Tarnung waren zahlreiche Einheiten des Typs mit funktionslosen Ladegeschirren an Deck versehen, die sie aus der Entfernung wie herkömmliche Trockenfrachter wirken lassen sollten. 1944 wurde der Bau der Norwegen-Typ-Schiffe durch den neuen und schnelleren Standard-Fast-Tanker-Typ abgelöst.